# 猛毒2：血蜘蛛
是一部於2021年上映的美國超級英雄電影，改編自漫威漫畫旗下的反英雄角色猛毒的故事，本片由哥倫比亞影業和漫威娛樂共同製作，並由索尼影視娛樂負責發行。本片為索尼影業蜘蛛人宇宙的第二部電影，亦是2018年電影《猛毒》的續集，本片由安迪·瑟克斯執導，凱莉·馬賽爾撰寫劇本，並由湯姆·哈迪、蜜雪兒·威廉絲、娜歐蜜·哈瑞絲、雷德·史考特、史提芬·格拉漢姆和伍迪·哈里遜主演。
《猛毒》在製作過程中便已經有計劃製作續集，伍迪·哈里遜飾演的克萊圖斯·卡薩迪在該片的片尾彩蛋中短暫出現，目的是讓他在續集中飾演主要的反派角色。本片的製作工作於2019年1月開始，凱莉·馬賽爾和湯姆·哈迪等主演們都確認回歸續集。2019年8月，瑟克斯被聘為電影導演，並在同年11月開始拍攝。
《猛毒2：血蜘蛛》於2021年9月14日在英國倫敦進行粉絲搶先場，2021年10月1日在美國院線上映。儘管電影票房表現不俗，但本作評價仍然褒貶不一，且票房相較於前作亦有大幅度下滑。續集《猛毒最終章：最後一舞》排定2024年10月25日於美國上映。

## 劇情
1996年，克萊圖斯·卡薩迪目睹自己的愛人法蘭西絲·巴瑞森遭到移監，身為變種人的巴瑞森在過程中施展出其能夠發出高頻率聲波的變種能力攻擊護送的警員。一名年輕警員派翠克·莫里根在情急之下開槍擊中巴瑞森的左眼並認定其已死亡，巴瑞森隨後被送到了雷文克勞夫精神病院監禁。
時間來到現在，卡薩迪因為犯下多宗謀殺案而被監禁，並拒絕與除了自由記者艾迪·布洛克以外的人交談。現已成為警探的莫里根請求艾迪幫忙與卡薩迪交談以取得受害者的埋屍地點。在艾迪的體內寄宿的共生體猛毒的幫助下，艾迪成功發現了受害者的埋屍地點並聲名大噪，卡薩迪因為罪證確鑿而將被立即执行死刑。而艾迪隨後與前未婚妻安妮·威寧見面並得知了其即將與現任男友丹·路易斯結婚，這讓猛毒相當不滿。
在被行刑前夕，卡薩迪邀請艾迪前來監獄做最後的交談，在交談中卡薩迪不斷利用艾迪的童年經歷來刺激他，導致猛毒一時激動並攻擊卡薩迪。卡薩迪在過程中咬住了艾迪的手，無意間吞下了一小部分共生體。回到家後，猛毒向艾迪抱怨自己自從寄宿在艾迪的體內以來都沒有吃過壞人，而艾迪則抱怨猛毒破壞了他的大好人生，兩人因此開始發生爭執。猛毒一氣之下脫離艾迪並寄宿在一名路人的身上離開。與此同時，在獄中的卡薩迪即將被執行死刑，然而體內的共生體「血蜘蛛」忽然覺醒並幫助卡薩迪逃脫，在殺害多名獄警和典獄長後成功逃獄。卡薩迪與血蜘蛛達成協議，血蜘蛛幫助卡薩迪從精神病院中救出愛人巴瑞森，而卡薩迪則會幫助血蜘蛛殺掉其母體猛毒。來到雷文克勞夫精神病院，卡薩迪藉由血蜘蛛的力量成功救出巴瑞森，兩人準備前往一間教堂完成他們的「婚禮」。
莫里根因為之前艾迪與卡薩迪見面而開始懷疑他，失去了猛毒的艾迪只好請求安妮的幫助，並拜託安妮替她找回猛毒。在此期間，猛毒藉由輾轉附身在路人的身上跨越了整個舊金山，安妮找到了猛毒並說服其幫忙，猛毒附身在安妮的身上並從警局中救出了艾迪，猛毒在與艾迪冰釋前嫌後再度附身在艾迪的身上。與此同時，卡薩迪劫持了莫里根，而巴瑞森則在尋找艾迪無果後抓走了正要離開的安妮，並要丹傳話給艾迪。兩人隨後前往教堂完成了婚禮，艾迪在收到丹的消息後與猛毒一同前往教堂與血蜘蛛對戰，巴瑞森用鎖鏈將莫里根勒致昏迷，經歷一番大戰後猛毒不敵血蜘蛛，正當血蜘蛛要殺死安妮之際，猛毒及時救出了安妮並將巴瑞森打至地面，巴瑞森在下墜的過程中發出高頻率尖叫讓艾迪和卡薩迪脫離共生體，教堂也因此倒塌。巴瑞森被掉下來的大鐘砸死，而猛毒及時救下了艾迪，並吞噬了想與卡薩迪重新結合的血蜘蛛。重傷的卡薩迪在臨死前吐露了自己只是想跟艾迪做朋友，隨後便被猛毒咬下頭部。艾迪、安妮與丹逃離現場，但仍活著的莫里根似乎已被共生體感染。艾迪與猛毒向安妮兩人告別，並開始思考下一步。
艾迪與猛毒兩人逃至了某座小島的度假村，猛毒在休息期間打算向艾迪表示他能展示共生體誕生至今800萬年來對於多元宇宙的認識，正要展示時房間忽然天搖地動，兩人隨即被傳送到另一個宇宙，並在電視上看到《號角日報》的老闆J·喬納·詹姆森正在爆料蜘蛛人的真實身份是彼得·帕克。

## 演員
| 演員            | 角色                    | 介紹 |
| 湯姆·哈迪       | 艾迪·布洛克／猛毒       | 一位居住在舊金山的調查記者，待人善良且富有正義感，持續追蹤生命基金會的內幕卻因而毀掉生活。之後偶然成為共生體「猛毒」的宿主，這賦予了他“不可思議”的力量。 |
| 蜜雪兒·威廉絲   | 安妮·威寧               | 地方檢察官，艾迪的前女友，曾經與艾迪論及婚嫁，後來因艾迪的關係而丟掉工作。之後雖然移情別戀，但心裡依然在乎艾迪。                                         |
| 娜歐蜜·哈瑞絲   | 法蘭西絲·巴瑞森／尖嘯   | 一名變種人毒販，卡薩迪的女友，能力為發出高頻尖叫的聲波作為武器。                                                                                         |
| 雷德·史考特     | 丹·路易斯               | 一位知名外科医师，安妮的新男友，得知艾迪的狀況後試圖幫助他。                                                                                             |
| 史提芬·格拉漢姆 | 派翠克·莫里根           | 一名警探，曾經因爲打了巴瑞森的眼睛而與她結下仇恨。希望利用艾迪找出卡薩迪謀殺案的受害者的遺體。片尾被血蜘蛛的分泌共生體附身。                             |
| 西恩·迪蘭尼     | 派翠克·莫里根           | 年輕的莫里根。 |
| 伍迪·哈里遜     | 克萊圖斯·卡薩迪／血蜘蛛 | 一名連環殺手，血蜘蛛的宿主。哈里遜曾於前作《猛毒》的片尾彩蛋中飾演此角色。                                                                               |

此外，佩吉·陸回歸飾演雜貨店老闆陳太太（Mrs. Chen）。拉瑞·奧魯巴米沃（Larry Olubamiwo）飾演拉文斯克（Ravenscroft）守衛。湯姆·霍蘭德和J·K·西蒙斯在片尾彩蛋中客串飾演漫威電影宇宙的角色彼得·帕克／蜘蛛人和J·喬納·詹姆森，為漫威電影宇宙系列電影《蜘蛛人：無家日》埋下伏筆。

## 製作

### 發展
在《猛毒》的長期發展過程中，血蜘蛛一直被預計將擔任電影中的反派。在該片的前期製作期間，創意團隊決定不加入該角色，以便他們可以專注於介紹主角艾迪·布洛克和猛毒。最後他們決定讓血蜘蛛在片尾彩蛋中登場，目的是讓該角色出現在潛在的續集中。導演魯賓·弗來舍稱希望該角色由伍迪·哈里遜飾演，感覺角色與哈里遜在1994年電影《閃靈殺手》中的表現之間存在著“天然的聯繫”。在與弗來舍和湯姆·哈迪共進晚餐後，哈里遜同意飾演該角色。2018年8月，哈迪透露他已經簽下另外兩部《猛毒》電影的合約。
2018年11月底，索尼發布了一個未命名的漫威續集上映日期為2020年10月2日，外界認為那可能是《猛毒2》的上映日期；票房分析師認為《猛毒》已經成功地保證了續集的製作。一個月後，《猛毒》編劇傑夫·皮克納證實續集正在“發生”，但他當時沒有參與編劇工作。
2019年1月，凱莉·馬賽爾在製作《猛毒》的劇本後與索尼影視娛樂簽署了一項“重要”協議，為續集撰寫劇本和擔任執行製片人。這意味著該工作室正式開始製作工作，並透露阿維·阿拉德、麥特·托馬赫和艾米·帕斯卡將回歸擔任製片人。哈迪、威廉絲和哈里遜確認回歸出演電影，弗來舍因與《屍樂園：髒比雙拼》的檔期衝突而不會回歸執導電影。
2019年7月底，索尼希望在11月開始拍攝。由於弗來舍當時仍在進行《屍樂園：髒比雙拼》的工作，索尼開始與其他導演人選會面，其中包括安迪·瑟克斯、崔維斯·奈特和魯柏·華爾特。索尼也對魯伯特·桑德司感興趣但“沒有成功”。8月初，瑟克斯確認他已經與索尼討論了該項目，並表示“這可能會發生”。不久後，瑟克斯正式被聘為該片的導演。瑟克斯被聘的原因是因為他作為一名演員、導演以及在電腦成像和動作捕捉的技術上都有熟悉的經驗。其後，瑟克斯說哈迪一直與馬賽爾密切參與續集的劇本。

### 前期製作
2019年9月，宣佈赫奇·帕克在幾個月前加盟成為製片人之一。作為索尼影業主席湯姆·羅斯曼的朋友，帕克之前曾經擔任由二十世紀福斯製作的幾部漫威電影的製片人。雷德·史考特有望回歸飾演自己的角色。2019年10月，娜歐蜜·哈瑞絲為飾演尖嘯而進行洽談。

### 拍攝
主體拍攝於2019年11月15日在華納兄弟利維斯登工作室開始進行，暫定名稱為「Fillmore」。曾經在2017年電影《我要為你呼吸》與瑟克斯合作的勞勃·李察遜擔任本片的攝影師。2019年12月，史提芬·格拉漢姆加盟劇組，而哈瑞絲確認出演電影。在英國的拍攝於2020年2月8日完工，並預計轉移到舊金山繼續拍攝。

## 發行
《猛毒2：血蜘蛛》原定於2020年10月2日在美國上映。2020年4月，受2019冠狀病毒病疫情影響，本片延期至2021年6月25日在美國上映。2021年3月，本片延期至2021年9月24日在美國上映。2021年9月，本片再度延期至2021年10月1日在美國上映。

## 音乐
2020年12月，馬可·貝爾特拉米透露这部电影的音乐家，此前他曾为帕克制作的多部漫威电影作曲。2021年9月，安米南在社交媒体透露，他的单曲〈Last One Standing〉是由斯盖拉·格蕾、Polo G及Mozzy所合唱的。

## 迴響

### 評價
爛番茄根據282條評論，持有57%的新鮮度，平均得分5.4／10，觀眾投票獲得72%的分數，平均得分為3.8／5。該網站共識：「《猛毒2：血蜘蛛》熱切地投靠令系列更蠢的走向：在續集直接討好推崇前集怪異化學反應的粉絲。」在Metacritic上，電影獲得49分，代表「好壞兩極分化的評價」。

### 票房
在美國和加拿大，本片與《紐華克聖人》及《阿達一族2》同時上映並競爭。雖然索尼估計首映票房為4000萬美元，但外界預測首映票房有望達到6500萬美元。電影首日票房收入為3730萬美元，其中包括週四晚間預售的1160萬美元，超越前集的1000萬美元，並成為自COVID-19疫情以來第二高的首日成績，位居《黑寡婦》（1320萬美元）之後。在首映週末，《猛毒2：血蜘蛛》收入達9010萬美元，登上當週票房冠軍並成為当时疫情期間最佳首映成績，勝過前集表現。
| 上一届： 《尚氣與十環傳奇》                  | 2021年美國週末票房冠軍 第40週    | 下一届： 《007：生死交戰》 |
| 上一届： 《007：生死有時》                   | 2021年香港一週票房冠軍 第41-43週 | 下一届： 《永恆族》        |
| 上一届： 《007：生死交戰》                   | 2021年台北週末票房冠軍 第42-44週 | 下一届： 《永恆族》        |
| 上一届： 《嵐 5x20演唱會電影～回憶全記錄～》 | 2021年日本週末票房冠軍 第49週    | 下一届： 《輪到你了》      |

## 續集
2018年8月，湯姆·哈迪透露他已經簽下三部《猛毒》電影合約。2022年4月，索尼影業於CinemaCon確認正在開發《猛毒3》。2022年6月，哈迪透露凱莉·馬修正在撰寫劇本，而他也與馬修共同撰寫故事。2022年10月，宣布該片由馬修執導，並與阿維·阿拉德、麥特·托馬赫、帕斯卡、哈奇·帕克（Hutch Parker）和哈迪共同擔任製片人。2024年3月，公布正式片名為《猛毒最終章：最後一舞》（Venom: The Last Dance），上映日期提前至2024年10月25日。

## 備註
1. ↑  原定2021年10月13日上映，因受到2019冠狀病毒疫情和輕度颱風圓規 (2021年)影響而延期上映。
2. 1 2  依照索尼影業蜘蛛人宇宙上映次序。
3. ↑  依照漫威電影宇宙上映次序。

## 外部連結
- 互联网电影数据库（IMDb）上《猛毒2：血蜘蛛》的资料（英文）
- Box Office Mojo上《猛毒2：血蜘蛛》的資料（英文）
- 爛番茄上《猛毒2：血蜘蛛》的資料（英文）
- Metacritic上《猛毒2：血蜘蛛》的資料（英文）
- AllMovie上《猛毒2：血蜘蛛》的资料（英文）
- 開眼電影網上《猛毒2：血蜘蛛》的資料（繁體中文）
- 豆瓣电影上《猛毒2：血蜘蛛》的資料 （简体中文）
- 时光网上《猛毒2：血蜘蛛》的資料（简体中文）